# Jericho
Jericho es una serie de televisión emitida por la cadena estadounidense CBS que narra la vida del ficticio pueblo de Jericho, Kansas, tras ataques nucleares lanzados contra 23 ciudades estadounidenses. A raíz del avistamiento de un hongo nuclear en el horizonte, los residentes y la vida de Jericho quedan sumergidas en el caos más absoluto y los deja completamente aislados, preguntándose si son los únicos estadounidenses que quedan con vida. El miedo a lo desconocido lleva al pueblo de Jericho a un tumulto social, psicológico y físico cuando se pierden todas las comunicaciones con el exterior y dejan de recibir electricidad. El pueblo comienza a desmoronarse, mientras que el terror, la ira y la confusión sacarán lo peor que algunos residentes llevan dentro, mientras la ciudad trata de sobrevivir.
La historia es muy similar a la del libro Hermano en la Tierra (Brother in the Land) del escritor británico Robert Swindells, por lo que podría tratarse de una adaptación de esta obra. A pesar de ello CBS no ha dado detalles al respecto.
La serie había sido cancelada oficialmente el 19 de mayo de 2007, pero gracias a una campaña de presión realizada por sus aficionados enviando cartas con nueces a la cadena estadounidense se llegó a realizar una segunda temporada.

En rojo las ciudades destruidas por los ataques nucleares en la serie. Marcado como una estrella, las 6 nuevas capitales de los Estados Unidos

## Personajes
- Jake Green: Skeet Ulrich
- Johnston Green: Gerald McRaney
- Gray Anderson: Michael Gaston
- Eric Green: Kenneth Mitchell
- Gail Green: Pamela Reed
- Dale Turner: Erik Knudsen
- Robert Hawkins: Lennie James
- Emily Sullivan: Ashley Scott
- Heather Lisinski: Sprague Grayden
- Bonnie Richmond: Shoshannah Stern
- Stanley Richmond: Brad Beyer
- Mimi Clark: Alicia Coppola
- Gracie Leigh: Beth Grant
- April Green: Darby Stanchfield
- Mary Bailey: Clare Carey
- Skylar Stevens: Candace Bailey
- Allison Hawkins: Jazzmine Raycole
- Sean Henthorn: Shiloh Fernández

## Episodios
La serie se compone de dos temporadas. La primera contó con 22 capítulos que se emitieron originalmente entre el 20 de septiembre de 2006 y el 9 de mayo de 2007. La segunda temporada únicamente consta de siete capítulos estrenados en los meses de febrero y marzo de 2008.

Los tres gobiernos y sus divisiones:
Estados Aliados de América
Estados Unidos de América
República de Texas

## Estreno
En España, la serie se estrenó el 10 de julio de 2007 en Telecinco y también se emitió por el canal Calle 13. La segunda temporada, fue estrenada en el canal Calle 13 los días 7 y 8 de febrero de 2009; la emisión se efectuó en 2 sesiones de 4 y 3 episodios, respectivamente, completando en un solo fin de semana toda la segunda temporada.
En Chile la serie fue estrenada el lunes 16 de julio de 2007 por el canal de televisión abierta CHV, ocupando el horario de las 23:30 (espacio habitual ocupado para series); esto resulta bastante extraño porque su emisión por cable en AXN para Latinoamérica comenzó el día 3 de septiembre de 2007, mes y medio más tarde.
En México se estrenó por el canal de cable AXN. La promoción del programa fue mediante un anuncio en el que la trama consistía en una persona (aunque esta no se ve, técnicamente solo se ve lo que proyecta el televisor) que cambia de canal para ver algo en televisión, y mientras cambia se pueden observar las promociones de algunos programas de los tres canales propiedad de Sony: Animax, Sony Entertainment Television y AXN; Haciendo un guiño a sus canales hermanos. De repente la señal se va y luego se ven unas imágenes de algunos de los personajes de la serie mirando atónitos el hongo que forma la explosión nuclear. La serie se empezó a transmitir el 3 de septiembre con el horario de 21:00.
En Argentina se empezó a emitir a mediados de diciembre de 2009 en el inadecuado horario de 06:00, por el Canal 13. En Ecuador se empezó el domingo 24 de noviembre de 2007 por RTS, en horario de sábados y domingos a las 18:00. En Paraguay se empezó a emitir por Paravision sábados y domingos desde febrero de 2009 a las 16:00.

## CBS cancela de nuevo Jericho
Jericho fue de nuevo cancelada, en un principio debido a las bajas audiencias que tuvo en sus siete episodios de la segunda temporada. Según datos registrados por Nielsen tuvo una media de seis millones de espectadores.
Aunque Nielsen ha comunicado que no ha llegado a contabilizar todos los hogares que veían Jericho, eso no ha sido motivo suficiente para que la CBS le diera una tercera temporada. Cancelando la serie dando las gracias a los seguidores por su apoyo y su confianza.

### Campaña en 2008 para salvar Jericho
Carol Barbee, productora ejecutiva de Jericho, alentó a los fanes para el envío de cartas tanto a la presidenta de la CBS Paramount Network Television Entertainment cuyo nombre es Nancy Tellem, como a la cadena de ciencia ficción Sci Fi, la cual estaría interesada en acoger en su red a Jericho.

## Película
El productor Jon Turteltaub a principios enero de 2009 dijo que estarían trabajando en una película acerca de la serie y que en caso de hacerla regresaría el elenco original y tendría un presupuesto de 40 millones de dólares es decir, 20 veces lo que costaba hacer cada episodio.

## Cómics (tercera temporada)
En noviembre de 2010 la tercera temporada salió a la luz en forma de cómic, de manos de Devil's Due Publishing bajo el título Jericho Season 3: Civil War. Sin embargo, al parecer por problemas económicos, Devil's Due abandonó su publicación tras el tercer número. Actualmente, siguen editándose por parte de la editorial IDW .